# Воинов, Семён Григорьевич
Семён Григорьевич Воинов (1904 — после 1964 гг.) — учёный в области литейного производства, доктор технических наук (1964), лауреат Ленинской премии (1966).

## Биография
Окончил Новочеркасский политехнический институт (1931). Работал на заводе «Электросталь» Московской области (1931—1935), Горьковском металлургическом заводе (1936—1938), в Главном управлении качественных сталей Минчермета СССР (1938—1940).
С 1940 старший научный сотрудник сначала в НИИ качественных сталей и ферросплавов, с 1944 года — в Институте чёрной металлургии им. Бардина. Был постоянным представителем ЦНИИЧМ на Златоустовском металлургическом заводе.
Под руководством Воинова проведена работа по усовершенствованию технологии выплавки шарикоподшипниковой стали (1956), по обработке металлов в ковше жидкими синтетическими шлаками (Ленинская премия, 1966).

## Награды и звания
Доктор технических наук (1964), профессор.
Лауреат премии П. П. Аносова (1964).

## Научные труды
Автор и соавтор монографий:
- Рафинирование стали синтетическим шлаком / С. Г. Воинов, А. Г. Шалимов, Л. В. Косой. — Металлургиздат, 1961. — 112 с.
- Шарикоподшипниковая сталь [Текст] / С. Г. Воинов, А. Г. Шалимов. — М. : Металлургиздат, 1962. — 480 с., 1 л. схем. : ил. ; 22 см.
- Рафинирование металлов синтетическими шлаками (1964).
- Рафинирование стали синтетическими шлаками [Текст] / С. Г. Воинов, А. Г. Шалимов, Л. Ф. Косой, Е. С. Калинников. — 2-е изд., перераб. и доп. — Москва : Металлургия, 1970. — 463 с., 2 л. ил. : ил.; 22 см.